# Tobin Rote
(en) Statistiques sur pro-football-reference
Tobin Cornelius Rote (né le 18 janvier 1928 - décès le 27 juin 2000) est un joueur américain de football américain évoluant au poste de quarterback pour les Packers de Green Bay et les Lions dans la National Football League, pour les Argonauts de Toronto dans la Ligue canadienne de football et pour les Chargers de San Diego et les Broncos de Denver dans la American Football League. Sa carrière sportive a lieu entre 1950 et 1966. Rote est mort à l'âge de 72 ans d'une attaque cardiaque.

## Carrière sportive

### Universitaire
Tobin Rote a joué au football américain à l'Université Rice à Houston au poste de quarterback pour les Owls. En dernière année, en 1949, il mène l'équipe à un bilan de 10 victoires pour une seule défaite et remporte le Cotton Bowl Classic à Dallas le 2 janvier contre l'Université de Caroline du Nord sur le score de 27 à 13.

### Professionnelle

#### Packers de Green Bay
Les Packers de Green Bay sélectionnent Tobin Rote au deuxième tour de la draft 1950 de la NFL au 17e choix. Il reste sept saisons dans le Wisconsin menant l'attaque des Packers alors que leur défense est la plus mauvaise de la ligue. Individuellement, Rote est le quarterback qui avance le plus à la course dans le championnat. Il mène ce classement à plusieurs reprises. Il est aussi régulièrement dans les premières positions du classement à la passe. Sa saison 1956 est l'une des meilleurs de l'histoire de la National Football League. Il inscrit 18 touchdowns à la passe et 11 touchdowns à la course. Son total de 29 touchdowns reste le plus grand nombre de l'histoire de la NFL lors d'une saison avec 12 matchs au calendrier. Les autres joueurs de l'attaque des Packers n'inscrivent que 5 touchdowns sans que Rote ne soit impliqué. Lors de cette saison, il domine les autres quarterbacks de la ligue en passes tentées, en passes complétées, en yards à la passe, en touchdowns à la course et à la passe, en tentatives de courses et en yards gagnés à la course.

#### Lions de Détroit
À la fin du mois de juillet 1957, Tobin Rote et le défenseur Val Joe Walker sont échangés au Lions de Détroit contre Don McIlhenny, Ollie Spencer, Norm Masters et Jim Salsbury,. Rote partage son temps de temps en 1957 avec Bobby Layne, et termine la saison avec plus de touchdowns et moins d'interceptions que Layne. Ce dernier se casse la cheville en cours de saison, laissant le place de titulaire à Tobin Rote. Rote mène l'équipe à un titre de champion NFL. En match éliminatoire, les Lions battent les Browns de Cleveland sur le score de 31 à 27. Lors de la rencontre suivante, il mène Détroit avec l'une des meilleures performances de l'histoire des matchs éliminatoires de la National Football League. Lors d'une victoire 59 à 14, Tobin Rote complète 12 de ses 19 passes tentées, pour 280 yards et quatre touchdowns inscrits à la passe en plus d'un au sol.
Layne est échangé aux Steelers de Pittsburgh après le deuxième match de la saison 1958, laissant les reines de l'équipe des Lions à Rote
. Il mène son équipe à la course pour la quatrième fois de sa carrière (un record pour un quarterback). Après une saison 1959 désastreuse avec seulement trois victoires pour huit défaites et un match nul, les Lions libère Rote de son contrat
. Plutôt que de prendre sa retraite, le joueur franchit la frontière et va jouer au Canada
.

#### Argonauts de Toronto
Rote rejoint les Argonauts de Toronto dans la Ligue canadienne de football où il joue trois saisons. Il complète 662 de ses 1 187 passes pour 9 872 yards et 62 touchdowns marqués. Ses 38 passes pour des touchdowns en 1960 reste un record de tous les temps dans la Ligue canadienne de football. Lors de sa deuxième saison, il devient le deuxième quarterback à dépasser les 4 000 yards dans une saison avec 4 247 yards. Il lance sept passes de touchdowns dans une rencontre à deux reprises, alors un record pour la ligue. Les Argonauts finissent pour la première fois depuis 1937 à la première place avec un bilan de dix victoires pour quatre défaites mais ils perdent contre les Rough Riders d'Ottawa en finale de conférence. La passe de 108 yards pour Jim Rountree en 1961 est encore le record de l'équipe.

#### Chargers de San Diego
À la recherche d'un quarterback pour mener son équipe en 1963 pendant que le jeune John Hadl apprend le métier, les Chargers de San Diego dans l'American Football League (AFL) recrute Tobin Rote. Le joueur, qui a alors 35 ans, est dans sa 14e saison professionnelle et mène les Chargers à un titre de champion de division avec un bilan de 11 victoires pour 3 défaites. Robe est élu dans la meilleure équipe de l'année et est nommé meilleur joueur de la ligue AFL. Il remporte le titre de champion AFL avec les Chargers qui dominent les Patriots de Boston sur le score de 51 à 10. Lors de cette rencontre, Tobin Rote marque deux touchdowns à la passe et un touchdown à la course
.
En 1964, Hadl commence à avoir plus de temps de jeu. Les Chargers remportent huit rencontres pour cinq défaites et un match nul. En match de championnat AFL, Rote est titulaire contre les Bills de Buffalo mais sans le running back Keith Lincoln et le wide receiver Lance Alworth, tous deux blessés. Buffalo remporte la rencontre sur le score de 20-7. Tobin Rote annonce alors qu'il prend sa retraite,,.

#### Broncos de Denver
En 1966, Rote sort brièvement de sa retraite pour jouer avec les Broncos de Denver. Il signe un contrat à la fin du mois de septembre, il joue peu, seulement cinq minutes en trois matchs, et est coupé par les Broncos au milieu du mois d'octobre.

## Palmarès
- Deux sélections au Pro Bowl (1956, 1963)
- Champion NFL 1957
- Champion AFL 1963
- Meilleur joueur de l'AFL 1963
- Premier quarterback de la NFL en termes de yards courus (1951, 1954, 1955, 1956, 1957 et 1958)
- Premier quarterback de la NFL en termes de yards à la passe (1956)
- Premier quarterback de la NFL en termes de touchdowns marqués (1955 et 1956)
- Membre du Hall of Fame des Packers de Green Bay (élu en 1974)